# Узункольский сельский округ (Жанибекский район)
Узункольский сельский округ — административно-территориальное образование в Жанибекском районе Западно-Казахстанской области.

## Административное устройство
1. село Узункол
2. село Енбекши